# Letojanni
Letojanni est une commune italienne de la province de Messine, dans la région Sicile.

## Administration
| Période                                  | Période  | Identité       | Étiquette | Qualité    |
| ---------------------------------------- | -------- | -------------- | --------- | ---------- |
| 15/05/2007                               | En cours | Giovanni Mauro |           | architecte |
| Les données manquantes sont à compléter. |          |                |           |            |

### Communes limitrophes
Castelmola, Forza d'Agrò, Gallodoro, Mongiuffi Melia, Taormine.